# (126748) Mariegerbet
(126748) Mariegerbet est un astéroïde de la ceinture principale.

## Description
(126748) Mariegerbet est un astéroïde de la ceinture principale. Il fut découvert le 16 février 2002 à Vicques par Michel Ory. Il présente une orbite caractérisée par un demi-grand axe de 2,93 UA, une excentricité de 0,05 et une inclinaison de 1,1° par rapport à l'écliptique.

## Compléments